# Prophtasia amphichea
Prophtasia amphichea är en fjärilsart som beskrevs av George Francis Hampson 1918. Prophtasia amphichea ingår i släktet Prophtasia och familjen mott. Inga underarter finns listade i Catalogue of Life.